# Préfloraison

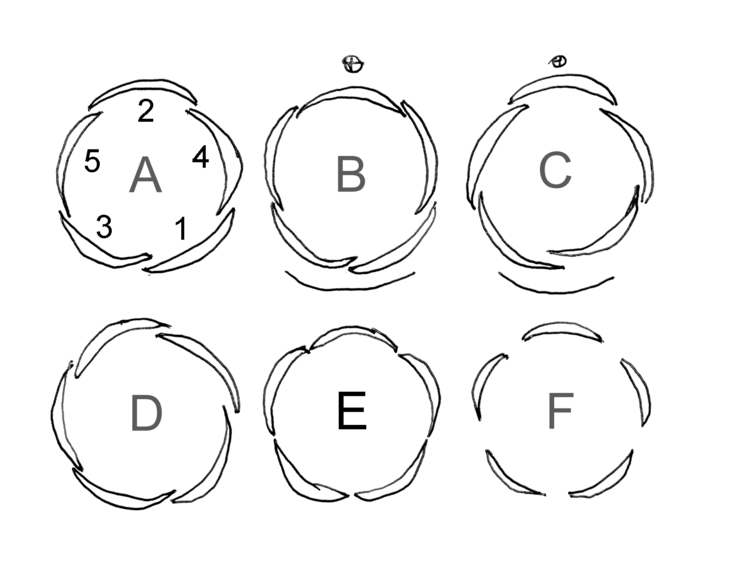
Diagramme montrant différents types de préfloraisons : A: quinconciale ; B,C: cochléaire ; D: contortée ; E: valvaire ; F: ouverte.

La préfloraison est la disposition entre elles des pièces florales (sépales ou pétales) d'un verticille du périanthe dans le bouton floral juste avant l'épanouissement de la fleur. Elle désigne aussi un stade dans le cycle annuel d'une plante, correspondant aux fleurs avant l'épanouissement, stade entre la montaison et la floraison (caractérisée par  l'anthèse, l'épanouissement des fleurs). Linné avait employé dans ce sens le terme estivation, qui est aujourd'hui réservé à la manière dont sont disposés les sépales, les uns par rapport aux autres, dans le bouton.
C'est un caractère de diagnose qu'utilisent les botanistes systématiciens.

## Types de préfloraisons

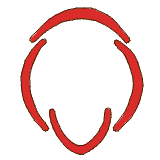
Préfloraison vexillaire.

Les principaux types de préfloraisons sont :
- ouverte : bords des pièces florales non contigus
- valvaire : bords des pièces florales contigus mais ne se recouvrant pas (exemples : Malvaceae, rose trémière)
- imbriquée s.l. (la plus fréquente[3]) : bords des pièces florales en partie recouvrants (R) et/ou en partie recouverts (r)
  - imbriquée s.s. ou cochléaire : une pièce florale RR, une rr et trois Rr (exemples : Magnoliaceae, Liliaceae...).
  - tordue, convolutée, contortée ou contournée : toutes les pièces florales Rr (exemple : Convolvulus).
  - quinconciale : deux pièces florales RR, deux rr et une Rr (cas le plus fréquent).

D'autres préfloraisons sont plus spécifiques :
- carénale : la carène recouvre les ailes, qui recouvrent l'étendard (chez les Caesalpinioideae)
- vexillaire : l'étendard (en latin vexilla) recouvre les ailes (chez les Faboideae)

## Galerie

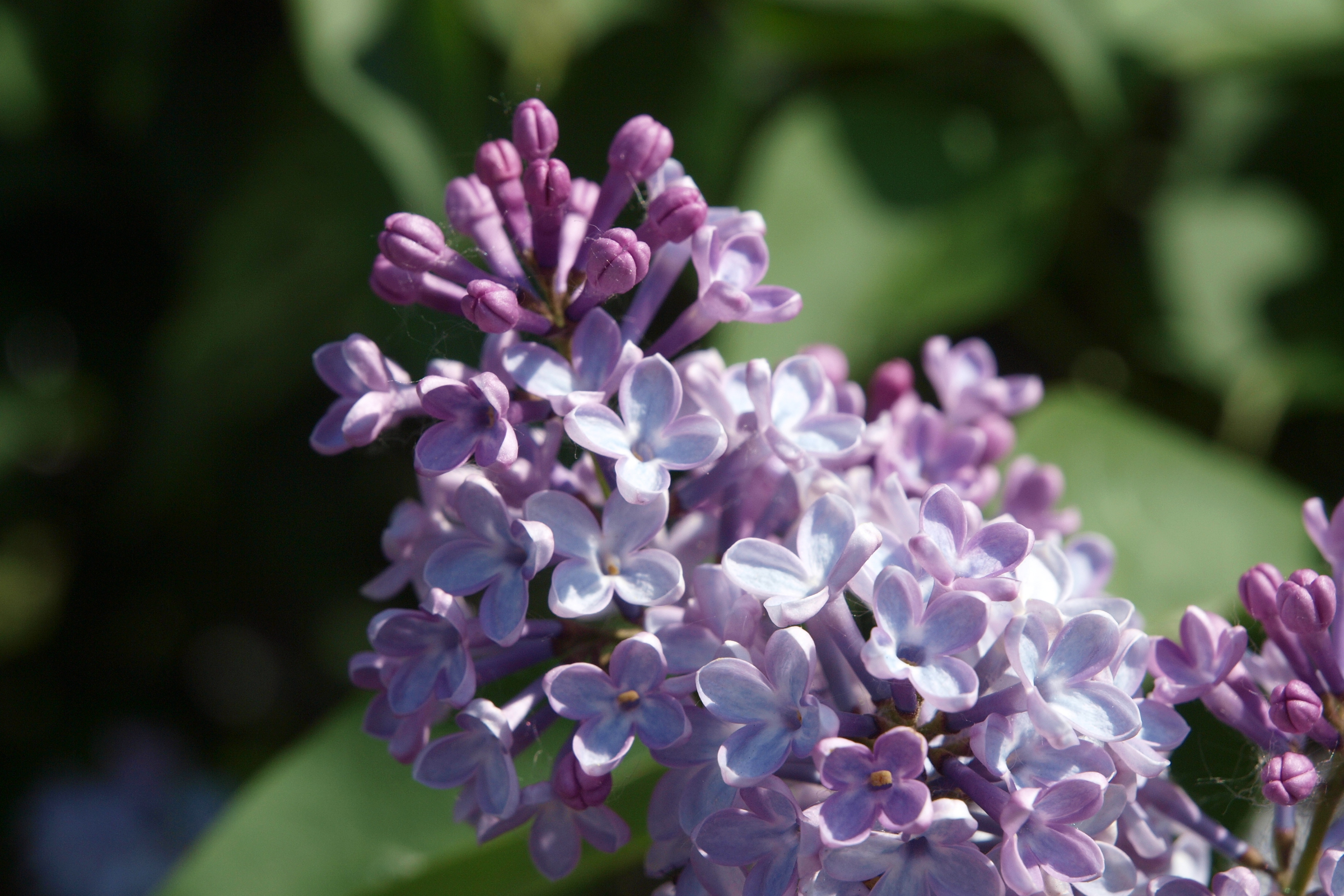
Préfloraison valvaire du lilas commun
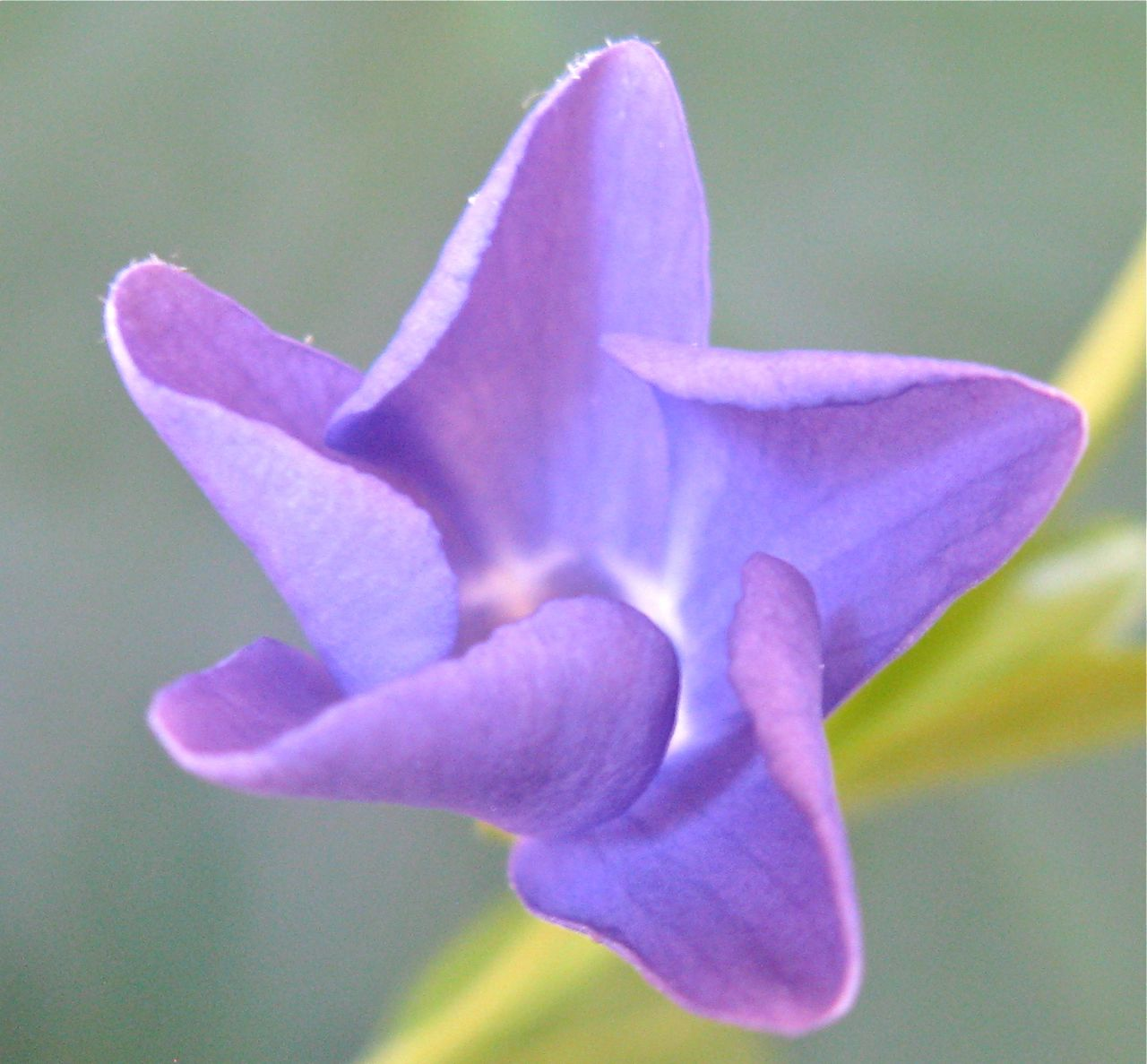
Préfloraison contortée de la petite pervenche
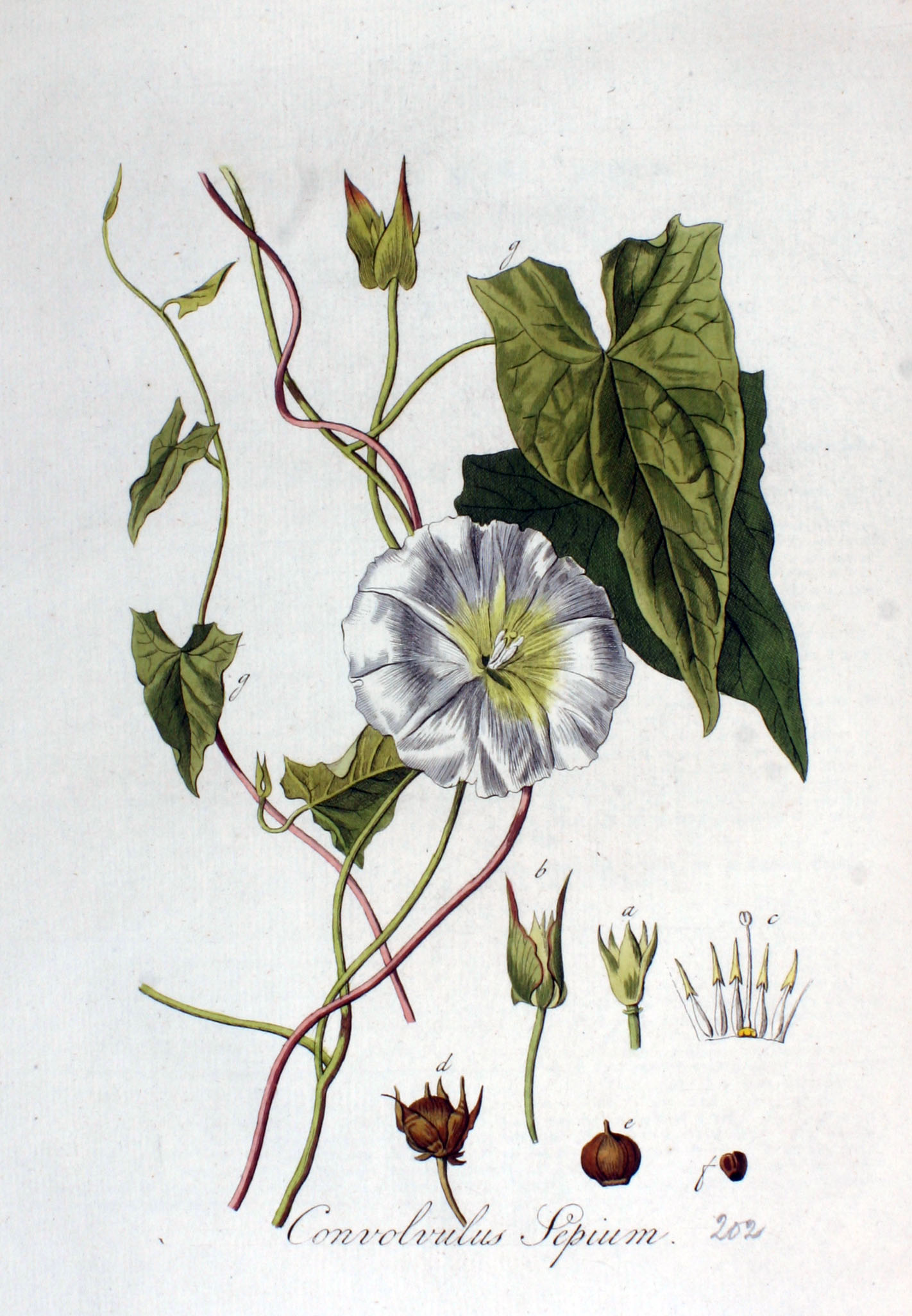
Préfloraison quinconciale (b) du liseron des haies